# Багдасарян, Росс (старший)
Росс Багдасаря́н (англ. Ross Bagdasarian, Sr.; 27 января 1919, Фресно, США — 16 января 1972, Беверли-Хиллз, США) — американский пианист, автор песен, актер, певец и музыкальный продюсер, создатель вымышленной музыкальной группы «Элвин и бурундуки», за композиции которой он получил две премии «Грэмми». Также озвучивал телесериал Шоу Элвина. Известен также под псевдонимом Дэвид (Дэйв) Севилл.

## Биография
Росс Багдасарян родился во Фресно, штат Калифорния, был младшим сыном Дика Багдасаряна и Вирджинии Сароян-Багдасарян, эмигрантов из Османской империи. Музыкант имеет армянское происхождение, кузен известного писателя Уильяма Сарояна, с которым некоторое время выступал дуэтом. В 1939 году Росс дебютировал в бродвейской постановке пьесы The Time of Your Life, написанной Уильямом. В 1941 году, после нападения японской палубной авиации на Пёрл-Харбор, Росс вступил в ряды американской армии, где и прослужил до конца Второй мировой войны.
После её окончания Росс решил начать музыкальную карьеру. Первый успех пришёл к Россу как к композитору в 1951 году, когда в свет вышла песня «Come on-a My House», записанная певицей Розмари Клуни. Автором слов к песне стал Уильям Сароян, текст основывается на диалогах из его романа Человеческая комедия (роман). Первоначально песню на студии Coral Records записали сами авторы, выступая с ней на своих концертах, но настоящий успех пришёл к ней в исполнении Розмари Клуни.
После этого Росс стал сотрудничать с другими исполнителями в качестве композитора. В 1958 году он создал вымышленную музыкальную группу «Элвин и бурундуки», выпускавшую реальные музыкальные альбомы на протяжении многих лет. Выступал на Бродвее, снимался в нескольких фильмах Альфреда Хичкока. Наиболее значительную роль в кино Росс сыграл в фильме «Окно во двор».
Росс-старший был найден мертвым от сердечного приступа 16 января 1972 года, за одиннадцать дней до своего 53-го дня рождения. Его тело кремировали в часовне Соснового Крематория в Лос-Анджелесе. Прах забрал сын, Росс Багдасарян-младший.

## Творчество

### Дискография

#### Альбомы
- 1966 — The Mixed Up World Of Bagdasarian

#### Синглы
- 1953 — Let’s Have A Merry, Merry Christmas
- 1960 — Lazy Lovers
- 1962 — Armen’s Theme
- 1965 — Come On-A-My House
- 1965 — Navel Maneuver / La Noche
- 1967 — The Winds Of Time
- 1967 — Red Wine / The Walking Birds Of Carnaby
- 1969 — Jone-Cone-Phone
- 1969 — You’ve Got Me On A Merry-Go-Round
- 1970 — I Treasure Thee
- 1971 — Holding You Now / Armen’s Theme

### Избранная фильмография
| Год       |   | Русское название             | Оригинальное название      | Роль                             |
| --------- | - | ---------------------------- | -------------------------- | -------------------------------- |
| 1952      | ф | Величайшее шоу мира          | The Greatest Show on Earth | зритель                          |
| 1952      | ф | Вива, Сапата!                | Viva Zapata!               | Офицер                           |
| 1953      | ф | Место назначения — Гоби      | Destination Gobi           | Пол Сабателло                    |
| 1953      | ф | Лагерь для военнопленных №17 | Stalag 17                  | Пленник                          |
| 1954      | ф | Окно во двор                 | Rear Window                | Композитор-песенник              |
| 1954      | ф | Моря Аляски                  | Alaska Seas                | Джон                             |
| 1956      | ф | Гордый и светский            | The Proud and Profane      | Луи                              |
| 1956      | ф | Три жестоких человека        | Three Violent People       | Асунсьон Ортега                  |
| 1956      | ф | Горячая кровь                | Hot Blood                  | автозаправщик                    |
| 1957      | ф | Шпилька дьявола              | The Devil's Hairpin        | Тэни Риттер                      |
| 1958      | ф | Глубокая шестёрка            | The Deep Six               | Аарон Слободьян                  |
| 1958—1960 | с | Городской тост               | Toast of the Town          | Актёр, мистер Паппет, 5 эпизодов |
| 1961—1962 | с | Шоу Элвина                   | The Alvin Show             | Элвин                            |